# The Immigrant (1917)
The Immigrant (br: O Imigrante, pt: Charlot o Imigrante) é um filme estadunidense de 1917, do gênero comédia, dirigido por Charles Chaplin.
O roteiro foi escrito por Charles Chaplin, Edward Brewer e Maverick Terrell. O filme foi distribuído pela Mutual Film Corporation.
The Immigrant foi o 11.º filme de Charles Chaplin de sua série de doze comédias para a Mutual Film, sendo lançado em 17 de junho de 1917.

## Sinopse
Charles e Edna viajam a bordo de um velho navio para a América, em busca de uma vida melhor. Porém, ao chegarem nos Estados Unidos, percebem os maus tratos que os imigrantes recebiam à época.

## Elenco
- Charles Chaplin - Imigrante
- Edna Purviance - Imigrante
- Eric Campbell - Garçom Principal
- Albert Austin - Cliente do Restaurante
- Henry Bergman - Artista